# Escultura al Inca Garcilaso de la Vega (Lima)

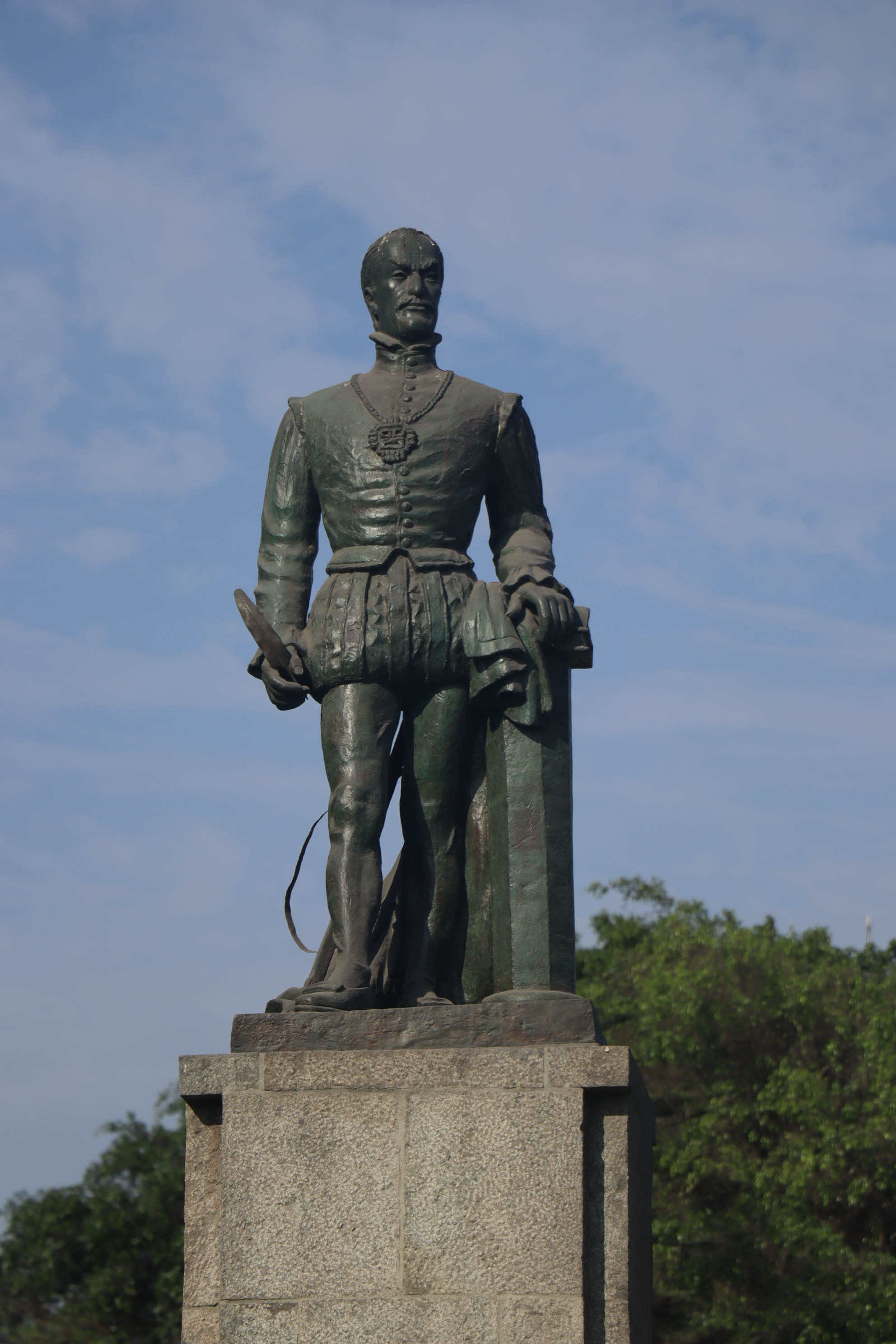
Detalle de la estatua.

El monumento a Garcilaso de la Vega es un bien mueble integrante del Patrimonio Cultural de la Nación por el Ministerio de Cultura mediante la Resolución Viceministerial N°053-2018-VMPCIC-MC el 24 de abril de 2018. Obra del escultor puneño Máximo Tuni-Garcilaso Quispe, forma parte del Parque Juana Alarco de Dammert, ubicado en el centro histórico de Lima.

## Descripción
Es un monumento escultural elaborado en honor al Inca Garcilaso de la Vega y el legado que dejó para el Perú. Está hecho a base de granito y bronce, con una altura aproximadamente de 5.64 metros de altura. La composición presenta una base, un pedestal y la escultura propia de Gómez Suárez de Figueroa. Sobre las dos plataformas de la base se eleva el pedestal del monumento recubierto por sillares de granito. En la parte superior del pedestal, se encuentra la escultura en bulto redondo realizada en bronce que representa a Garcilaso de la Vega de pie, junto a una media columna sobre la cual van dos libros y cubierta por una capa y en donde apoya la palma de la mano izquierda. Viste a la española, y lleva puesta sobre el pecho una medalla con el símbolo del sol.

## Historia

### Concepción y fabricación de la escultura
Durante el gobierno del presidente José Balta, en 1869, se llevaría a cabo el ambicioso proyecto de la construcción del Parque de la Exposición mediante decreto supremo, por motivo de la Exposición Nacional que se realizaría en 1870. El Parque de la Exposición sería construido en un terreno lejos de la ciudad amurallada y cerca de la penitenciaria o Panóptico. El diseño de los planos los realizó el arquitecto italiano Antonio Leonardi en colaboración con Manuel Atanasio Fuentes.
La construcción del Parque de la Exposición fue un acontecimiento importante para la ciudad, ya que era el primero con grandes espacios destinados al disfrute y por sus características artísticas. El Parque tuvo un área de 45 000 m² en el cual se construyeron edificaciones arquitectónicas, glorietas, fuentes, esculturas, kioscos y estuvo cercado.
En 1872 se inauguraría de forma oficial el Parque de la Exposición, con la presencia del presidente de la República y de otros personajes importantes de la época. La Exposición Nacional consistiría en una gran muestra de obras de arte, maquinaria, productos industriales y agrícolas, animales domésticos y salvajes.
Un acontecimiento importante que afectó al Parque de la Exposición fue la construcción de la Av. 9 de diciembre en 1898, separando en dos sectores el área del parque. Esta modificación se realizó con la finalidad que sirva como paseo peatonal y para que circulen vehículos. A partir de este momento esta avenida sería conocida como Paseo Colón, por el emplazamiento de dicha escultura. Asimismo, el área del parque que se encontraba frente a esta escultura fue denominada Parque Colón y después conocido como Parque Neptuno debido a la fuente que se ubicaba en ese espacio.
En 1922 se haría un monumento en honor a Juana Alarco de Dammert y se construiría un parque para niños, de modo que a partir de ese entonces se comenzaría a llamar como Parque Juana Alarco de Dammert. Vale decir que son varios los nuevos monumentos que se construirán posteriormente en el Parque de la Exposición y Parque Neptuno. Uno de estos es el monumento al Inca Garcilaso de la Vega.
Durante el gobierno del general Juan Velasco Alvarado en 1968-1975, se dio énfasis a la figura del indio, como símbolo de la identidad peruana. Por lo tanto, no es extraño que en este contexto también se rinda homenaje a un personaje tan importante que guarda semejanzas con el prototipo de identidad nacional que se difundía en ese entonces: Gómez Suarez de Figueroa, más conocido como Inca Garcilaso de la Vega, uno de los primeros mestizos que aportó con su obra a conocer la historia del Perú.
En 1974 se llevó a cabo el concurso para la construcción del monumento en su honor, resultando como ganador el artista plástico puneño Máximo Roberto Tunigarcilaso Quispe. La escultura se elaboraría en bronce en la Fundición B. Campaiola-Lima, una vez terminada se emplazaría en el Parque de los Museos o Parque Juana Alarco de Darmmert. Asimismo, el artista realizaría una copia para la ciudad de Cusco.

## Autor: Máximo Roberto Tunigarcilaso
Máximo Roberto Tunigarcilaso Quispe es un pintor y escultor del cual lamentablemente no se sabe mucho. Nació en el distrito de Ayaviri-Puno el 3 de noviembre de 1926, de padres de condición humilde. Desde pequeño tuvo talento artístico para la pintura y la escultura, su formación artística la realizó en la Escuela Superior de Bellas Artes en la ciudad de Cusco. Poco después participó en diferentes exhibiciones de pintura.
La obra escultórica de Tunigarcilaso radica mayormente en Lima, Cusco y Ecuador. Entre los monumentos escultóricos conocidos está el monumento a Túpac Amaru II emplazado en el distrito de Yanaoca-Cusco y el monumento a Garcilaso de la Vega.

## Ubicación

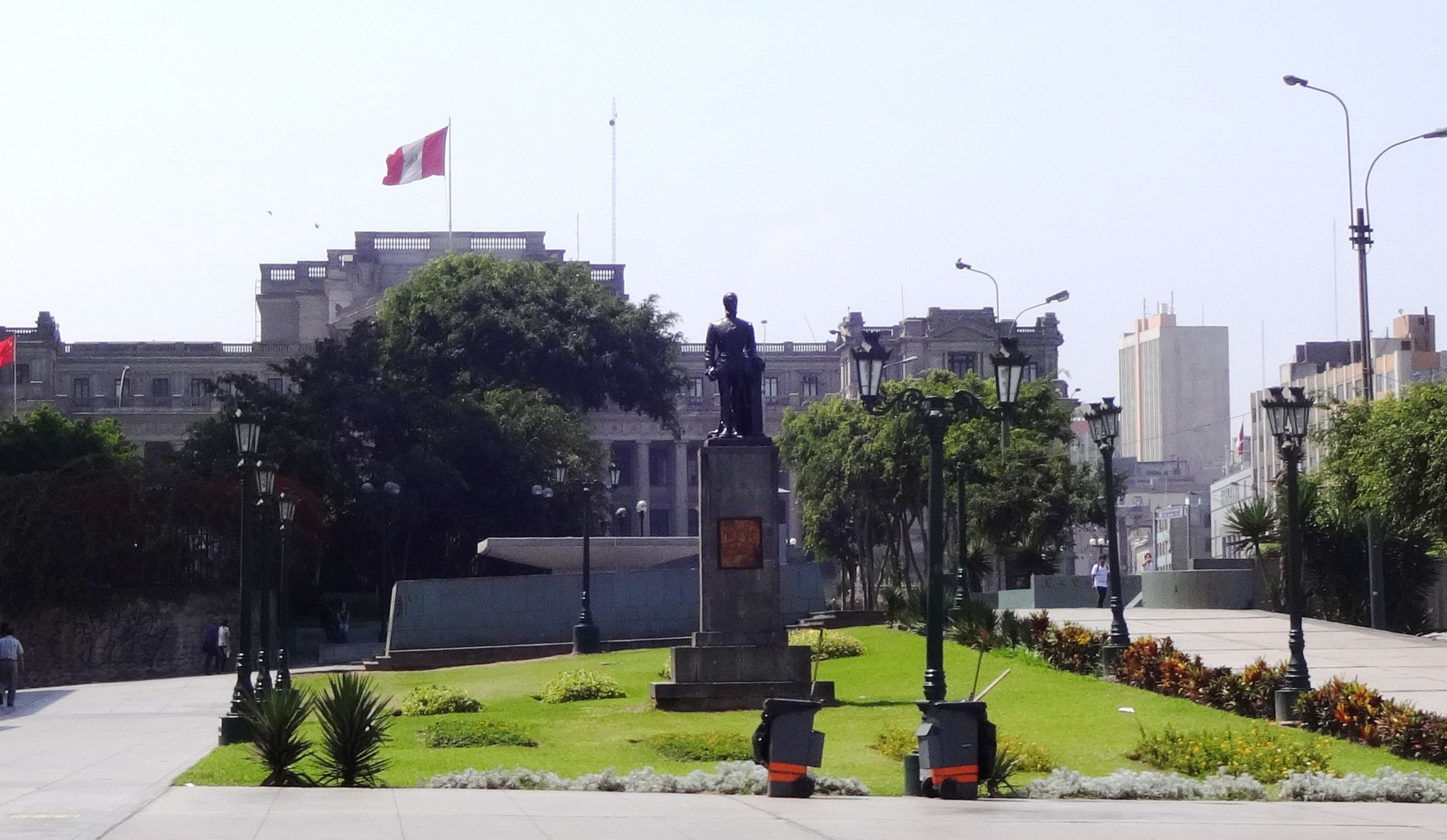
Parque donde se encuentra ubicado la escultura.

El monumento escultórico al Inca Garcilaso de la Vega se encuentra ubicado en el cruce de la Av. Wilson y Av. España en el distrito de Cercado de Lima. Forma parte del Parque Juana Alarco de Dammer al igual que el monumento a Manuel Candamo y los bustos dedicados a Elisa Rodríguez Parra de García -Rossell, de Juana Alarco de Dammert, y de Víctor Larco Herrera. Sus límites son: por el Norte, con el Centro Cívico; por el Sur con la av. España; por el lado Este, con la av. Paseo de la República; y por el Oeste, con la av. Garcilaso de la Vega o av. Wilson.